# Brighton (Victoria)
Brighton (Victoria, Australien) ist ein Stadtteil (sog. suburb) von Melbourne. Geographisch liegt dieser an der Bayside, sprich an der östlichen Küste der Port Phillip Bay und gehört zur Bayside City.
Der Suburb hat den Ruf einer der reichsten Stadtteile in Melbourne zu sein und hat eine äußerst hohe Lebensqualität, da er nicht weit vom Zentrum (ca. 12 km) und direkt am Strand liegt.

## Söhne und Töchter der Stadt
- Dudley Le Souëf (1856–1923), Zoologe, Zoodirektor und Naturfotograf
- Alister Clark (1864–1949), Rosenzüchter
- Percy Grainger (1882–1961), Komponist und Professor
- Andrew Keith Jack (1885–1966), Physiker und Polarforscher